# Casey McGuire

a Compétitions nationales et continentales officielles uniquement.

Casey McGuire est un joueur de rugby à XIII australien. Il joue depuis 2007 sous les couleurs des Dragons Catalans en Super League. Son contrat avec la franchise française prendra fin en 2010.

## Palmarès
- 2007 : Finaliste de la Challenge Cup avec les Dragons Catalans.
- 2006 : Vainqueur de la National Rugby League avec les Brisbane Broncos.

## Distinctions personnelles
- 2009 : Sélectionné pour le tournoi des Quatre Nations avec l'équipe de France (en raison de la règle des trois ans de résidence), mais n'a pas participé.
- 2005 : Sélectionné à 2 reprises au State of Origin avec les Queensland Maroons.

## Carrière internationale
- State of Origin : 2 sélections.

## Statistiques en NRL
| Saison | Club             | Championnat | Matchs | Essais | Transf. | Drops | Carton jaune | Carton rouge | Points |
| ------ | ---------------- | ----------- | ------ | ------ | ------- | ----- | ------------ | ------------ | ------ |
| 1998   | Parramatta Eels  | NRL         | 2      | 0      | 0       | 0     | 0            | 0            | 0      |
| 2001   | Brisbane Broncos | NRL         | 4      | 0      | 0       | 0     | 0            | 0            | 0      |
| 2002   | Brisbane Broncos | NRL         | 17     | 7      | 0       | 0     | 0            | 0            | 28     |
| 2003   | Brisbane Broncos | NRL         | 23     | 8      | 0       | 0     | 0            | 0            | 32     |
| 2004   | Brisbane Broncos | NRL         | 25     | 5      | 0       | 1     | 0            | 0            | 21     |
| 2005   | Brisbane Broncos | NRL         | 22     | 4      | 0       | 0     | 0            | 0            | 16     |
| 2006   | Brisbane Broncos | NRL         | 24     | 1      | 0       | 0     | 0            | 0            | 4      |
| TOTAL  | TOTAL            | TOTAL       | 117    | 25     | 0       | 1     | 0            | 0            | 101    |

## Statistiques en Super League
| Saison | Club             | Championnat  | Matchs | Essais | Transf. | Drops | Carton jaune | Carton rouge | Points |
| ------ | ---------------- | ------------ | ------ | ------ | ------- | ----- | ------------ | ------------ | ------ |
| 2007   | Dragons Catalans | Super League | 22     | 7      | 0       | 0     | 0            | 0            | 28     |
| 2008   | Dragons Catalans | Super League | 17     | 6      | 0       | 0     | 0            | 0            | 24     |
| 2009   | Dragons Catalans | Super League | 28     | 8      | 1       | 0     | 0            | 0            | 34     |
| 2010   | Dragons Catalans | Super League | -      | -      | -       | -     | -            | -            | -      |
| TOTAL  | TOTAL            | TOTAL        | 67     | 21     | 1       | 0     | 0            | 0            | 86     |